# Студенец (приток Москвы)
Студенец (Ваганьковский ручей, Чёрная, Нижняя Чёрная Грязь) — ручей в центре Москвы, левый приток реки Москвы, частично сохранился в открытом русле.
На ручье устроены Красногвардейские пруды.

## История
Название «студенец» обозначает «ключ, источник, родник, колодец, дающий холодную воду». От названия ручья произошло наименование усадьбы Студенец (ныне парк «Красная Пресня») и Студенецкого переулка. Вариант «Ваганьковский ручей» происходит от села Новое Ваганьково или Ваганьковского кладбища. Наименования «Чёрная», «Нижняя Чёрная Грязь» — более старые, относятся к временам до постройки усадьбы.
При впадении в Москву-реку ручья Студенец стояло село Выпряжково.

## Описание
Исток ручья к западу от Московского ипподрома и севернее Ваганьковского кладбища. Сохранился небольшой, длиной 400 м, участок ручья в открытом русле между железной дорогой Белорусского направления и северной границей кладбища. Ширина около 1 метра. Долина заужена насыпями, замусорена. До заключения в коллектор ручей огибал кладбище с западной стороны и тёк далее вдоль нынешних Красногвардейского бульвара и Мантулинской улицы, пересекает Звенигородское шоссе и Шмитовский проезд. Питает пруды усадьбы Студенец и впадает в Москву-реку на западной окраине этой усадьбы, на Краснопресненской набережной.
Длина ручья 3,8 км, но постоянное течение было лишь в низовьях.